# Cantó d'Orsiera
El cantó d'Orsiera és un cantó francès del departament dels Alts Alps, situat al districte de Gap. Té 3 municipis i el cap és Orsiera.

## Municipis
- Champolion
- Orsiera
- Sant Joan-Sant Nicolau

## Història
| Data d'elecció                           | Identitat         | Partit                                 | Qualitat |
| ---------------------------------------- | ----------------- | -------------------------------------- | -------- |
| 1961-2001                                | Jean-Paul Reynier | Divers droite, després MRG, després PS |          |
| 2001-                                    | Patrick Ricou     | Divers droite, després UMP             |          |
| les dades anteriors no són pas conegudes |                   |                                        |          |
|                                          |                   |                                        |          |

| 1962  | 1968  | 1975  | 1982  | 1990  | 1999  | 2007  |
| ----- | ----- | ----- | ----- | ----- | ----- | ----- |
| 1.309 | 1.564 | 1.711 | 1.829 | 1.808 | 1.704 | 1.761 |